# Jendrik Meyer
Jendrik Meyer (* 4. August 1982 in Hameln) ist ein deutscher ehemaliger Handballtorwart.
In der Jugend begann Meyer mit dem Handball beim VfL Hameln. Als Aktiver schaffte er es bis in die Regionalliga-Mannschaft des VfL. Zuvor hatte er in der Bundesliga-Saison 2001/02 bereits nach der Verletzung von Stammtorwart Daouda Karaboué neun Bundesligapartien in der ersten Mannschaft des VfL bestritten. 2005 wechselte er dann zum damaligen Bundesligisten Wilhelmshavener HV. Dort blieb er bis zum Abstieg der Mannschaft zum Saisonende 2007/08. Danach ging er zur SG Flensburg-Handewitt, wo er einen Dreijahresvertrag erhielt und Nachfolger von Dane Šijan wurde und mit der SG in der Champions League bis ins Viertelfinale kam. Jedoch verließ er schon nach einem Jahr die SG und unterzeichnete einen Zweijahresvertrag bei der TSV Hannover-Burgdorf. Nach dessen Erfüllung verließ Meyer die TSV mit Ablauf der Saison 2010/2011. Anschließend unterschrieb Meyer einen Vertrag beim Zweitligisten DHC Rheinland. Ein Jahr später schloss er sich dem Drittligisten HF Springe an. Zur Saison 2014/15 kehrte er nach Hannover-Burgdorf zurück und verstärkte die zweite Mannschaft. 2017 beendete er seine Karriere.
Jendrik Meyer hat eine kaufmännische Ausbildung bei einer Bausparkasse abgeschlossen und später ein Studium der Sozialen Arbeit (B. o. A.) absolviert.